# Helge B. Bode
Helge Björn Bode (* 1973) ist ein deutscher Chemiker und Biologe. Seit Herbst 2020 ist er Direktor des Max-Planck-Instituts für terrestrische Mikrobiologie. Seine Forschung befasst sich mit der Rolle von Naturstoffen in der Interaktion verschiedener Organismen und der Reprogrammierung von Nicht-Ribosomalen Peptidsynthetasen (NRPS).

## Werdegang
Helge B. Bode studierte von 1992 bis 1997 Chemie an der Georg-August-Universität in Göttingen. Er schloss sein Studium mit dem Diplom ab. Seine Diplomarbeit fertigte er in organischer Chemie über Naturstoffe aus Pilzen unter der Anleitung von Axel Zeeck an. Im Anschluss an die Diplomarbeit in Chemie promovierte Bode von 1997 bis 2000 ebenfalls unter Anleitung von Zeeck. Die Doktorarbeit trägt den Titel Chemical and Biosynthetic Investigations of Selected Polyketides.
Parallel zu seinem Studium und der Promotion in der Chemie studierte Helge Bode Biologie an der Georg-August-Universität. Das Biologiestudium schloss er 2001 mit dem Diplom ab. Die Diplomarbeit fertigte er unter der Anleitung von Gerhard H. Braus über die Lysin- und Penicillin-Biosynthese in Aspergillus nidulans an. Nach seiner Promotion blieb Bode als PostDoc im Labor von Axel Zeeck, bevor er an das Helmholtz-Zentrum für Infektionsforschung in Braunschweig wechselte, um unter Rolf Müller an Myxobakterien zu forschen. Seine Arbeit bei Rolf Müller setzte er mit einem DFG-Forschungsstipendium fort. Im Rahmen des Forschungsstipendiums arbeitete Bode von 2002 bis 2003 bei Dale Kaiser an der Stanford University, bevor er zu Rolf Müller zurückkehrte.
2004 bis 2005 war Helge Bode Juniorprofessor für Naturstoff-Biotechnologie am Institut für Pharmazeutische Biotechnologie an der Universität des Saarlandes. Von 2006 bis 2010 war er Nachwuchsgruppenleiter im Emmy-Noether-Programm der DFG am Institut für Pharmazeutische Biotechnologie und der Goethe-Universität-Frankfurt. Von 2008 bis 2017 war er Merck-Stiftungsprofessor für Molekulare Biotechnologie. Seit 2018 ist er ordentlicher Professor für Molekulare Biotechnologie. Im Herbst 2020 trat Bode eine Stelle als Direktor am Max-Planck-Institut in Marburg an.
Seit 2022 ist Bode auch Professor für Chemische Biologie an der Philipps-Universität Marburg und Goethe Research Professor für Molekulare Biotechnologie an der Goethe-Universität Frankfurt.

## Forschung
Die Arbeitsgruppe von Helge Bode beschäftigt sich mit der Funktion von bakteriellen Naturstoffen. Als Modellorganismen werden vor allem Bakterien der Gattungen Photorhabdus und Xenorhabdus genutzt, die sowohl zahlreiche Naturstoffe produzieren, als auch in Symbiose mit Fadenwürmern der Gattungen Heterorhabditis bzw. Steinernema leben. Dieser Nematoden-Bakterien-Komplex befällt im Boden lebende Insektenlarven, die beiden Partnern als Nahrung dienen. Basierend auf der Manipulation globaler Regulatoren wie Hfq wurden Methoden entwickelt, die eine gezielte Produktion einzelner Naturstoff-Klassen ermöglichen.
Da Peptide, die von nicht-ribosomalen Peptidsynthetasen (NRPS) hergestellt werden, eine der häufigsten Naturstoffklassen in Bakterien darstellen, hat die Arbeitsgruppe in den letzten Jahren auch zahlreiche Methoden entwickelt, um diese riesigen Enzymsysteme effizient zu manipulieren.

## Ehrungen, Auszeichnungen, Preise
- 2024–2026	Proof of Concept Grant (Projektname: XPdeter) des European Research Council
- 2019–2024	Advanced Grant (Projektname: SYNPEP) des European Research Council
- 2013–2018	Starting Grant (Projektname: PROSECMET) des European Research Council
- 2006–2010	Gruppenleiter im Emmy-Noether-Programm der DFG
- 2007		DECHEMA-Preis für Naturstoff-Forschung

## Sonstiges
Helge Bode versucht die Ergebnisse seiner wissenschaftlichen Forschung auch Kindern näherzubringen. In seiner Freizeit spielt Bode Trompete.

## Veröffentlichungen
- Shi, Y. M. and Bode, H. B.: Chemical language and warfare of bacterial natural products in bacteria-nematode-insect interactions. Nat. Prod. Rep., 35, 309-335. 2018, doi:10.1039/c7np00054e.
- Bode, E., Heinrich, A. K., Hirschmann, M., Abebew, D., Shi, Y. N., Vo, T. D., Wesche, F., Shi, Y. M., Grün, P., Simonyi, S., Keller, N., Engel, Y., Wenski, S., Bennet, R., Beyer, S., Bischoff, I., Buaya, A., Brandt, S., Cakmak, I., Çimen, H., Eckstein, S., Frank, D., Fürst, R., Gand, M., Geisslinger, G., Hazir, S., Henke, M., Heermann, R., Lecaudey, V., Schäfer, W., Schiffmann, S., Schüffler, A., Schwenk, R., Skaljac, M., Thines, M., Thines, E., Ulshöfer, T., Vilcinskas, A., Wichelhaus, T. A. and Bode, H. B.: Promoter activation in ∆hfq mutants as an efficient tool for specialized metabolite production enabling direct bioactivity testing. Angew. Chem. Int. Ed. 58, 18957-18963. 2019, doi:10.1002/anie.201910563.
- Rill, A., Zhao, L., Bode, H. B.: Genetic Toolbox for Photorhabdus and Xenorhabdus: pSEVA based heterologous expression systems and CRISPR/Cpf1 based genome editing for rapid natural product profiling. Microbial Cell Factories 23,98. 2024, doi:10.1186/s12934-024-02363-8.
- Shi, Y.-M.*, Hirschmann, M., Shi, Y.-N., Ahmed, S., Abebew, D., Tobias, N. J., Grün, P., Crames, J. J., Pöschel, L., Kuttenlochner, W., Richter, C., Herrmann, J., Müller, R., Thanwisai, A., Pidot, S. J., Stinear, T. P., Groll, M., Kim, Y. and Bode, H. B.: Global analysis of biosynthetic gene clusters reveals conserved and unique natural products in entomopathogenic nematode-symbiotic bacteria. Nat Chem 14(6): 701. 2022, doi:10.1038/s41557-022-00923-2.
- Bozhüyük, K. A. J., Fleischhacker, F., Linck, A., Wesche, F., Tietze, A., Niesert, C.-P. and Bode, H. B.: De novo design and engineering of non-ribosomal peptide synthetases. Nat Chem 10, 275. 2018, doi:10.1038/nchem.2890.
- Bozhüyük, K. A. J., Linck, A., Tietze, A., Kranz, J., Wesche, F., Nowak, S., Fleischhacker, F., Shi, Y. N., Grün, P. and Bode, H. B.: Modification and de novo design of non-ribosomal peptide synthetases using specific assembly points within condensation domains. Nat Chem 11 (7), 653. 2019, doi:10.1038/s41557-019-0276-z.
- Bozhüyük, K., Watzel, J., Abbood, N. and Bode, H. B.: Synthetic Zippers as an Enabling Tool for Engineering of Non-Ribosomal Peptide Synthetases. Angew. Chem Int. Ed. Engl. 60(32): 17531-17538. 2021, doi:10.1002/anie.202102859.
- Bozhüyük, K. A. J.*, Präve, L., Kegler, C., Schenk, L., Kaiser, S., Schelhas, C., Shi, Y.-N., Kuttenlochner, W., Schreiber, M., Kandler, J., Alanjary, M., Mohiuddin, T. M., Groll, M., Hochberg, G. K. A. and Bode, H. B.: Evolution-inspired engineering of nonribosomal peptide synthetases. Science 383(6689). 2024, doi:10.1126/science.adg4320.